# Stories and Negotiations
Stories and Negotiations ist ein Jazzalbum von Mike Reed. Die bei einem Auftritt am 25. August 2008 im Millennium Park, Chicago entstandenen Aufnahmen erschienen am 20. April 2010 auf 482 Music.

## Hintergrund
Stories and Negotiations ist das letzte Kapitel der Trilogie People, Places & Things des in Chicago lebenden Schlagzeugers Mike Reed. Reed debütierte 2008 mit Proliferation (482 Music) und gründete sein gleichnamiges Quartett, „um eine oft übersehene Periode der Jazzgeschichte Chicagos zu untersuchen – Mitte der 1950er- bis Anfang der 1960er-Jahre -, als die Jam-Session-Kultur der Stadt nach Feierabend mit avantgardistischem Kollektivismus flirtete und schließlich die AACM gebar“, notierte Troy Collins. Zu dem Quartett gehören der Bassist Jason Roebke und das Alt-/Tenorsaxophon-Duo von Greg Ward und Tim Haldeman. Erweitert wurde die Stammband um den Posaunisten Jeb Bishop.
Normalerweise nimmt PP & T die Form eines Quartetts an, aber für dieses spezielle Projekt wurde der Kern erweitert. Die Konzertaufnahme wurde 2008 im Millennium Park in Chicago live aufgenommen und bietet eine Mischung aus ehrwürdigen Coverversionen und kompositorische Widmungen, die die Erweiterung der Jazztradition demonstrieren, schrieb Collins. Von der „exotischen Prahlerei“ von Sun Ras „El is a Sound of Joy“ bis zum „lodernden Bop“ von Clifford Jordans „Lost and Found“ erforscht Reeds erweiterte Einheit eine Handvoll obskurer Vintage-Songs (die restlichen Stücke stammten von Julian Priester, Wilbur Campbell und John Jenkins), die mit einer auf seinen vorherigen Alben unerhörten Geradlinigkeit swingen. Um Nostalgie zu vermeiden, enthält das Set drei Originalkompositionen von Reed und Ward, die „in der Tradition“ geschrieben wurden, wobei jedem Gastkünstler ein Titel gewidmet ist. Dies waren Ira Sullivan (Tenorsaxophon),  Art Hoyle (Trompete und Flügelhorn) sowie der Posaunist Julian Priester.
John Jenkins’ „Song of a Star“ erschien erstmals auf dem Album Coolin’  von Teddy Charles (New Jazz, 1957); „Wilbur’s Tune“, geschrieben von Wilbur Campbell, auf Nicky's Tune vom Ira Sullivan Quintet (Delmark, 1958). Julian Priesters „Urnack“ erschien 1967 auf Angels and Demons at Play von Le Sun Ra and His Arkistra, dem Priester zu dieser Zeit angehörte. „El Is a Sound of Joy“ von Sun Ra ist ein Titel vom Arkestra-Album Super-Sonic Jazz von 1957. „Lost and Found“ (nicht zu verwechseln mit der Fats-Waller-Nummer) stammt von Lee Morgans Album Expoobident (Vee Jay, 1960).

## Titelliste
- Mike Reed's People, Places & Things: Stories and Negotiations (482 Music 482-1070)[3]

1. Song of a Star (John Jenkins) 10:00
2. Third Option [for Art Hoyle]  8:46
3. El Is a Sound of Joy (Sun Ra)  8:46
4. Wilbur’s Tune (Wilbur Campbell) 5:17
5. The And of 2 [for Ira Sullivan]  5:54
6. Door #1 [for Julian Priester]  8:32
7. Urnack (Julian Priester) 9:09
8. Lost and Found  (Clifford Jordan) 5:08

Sofern nicht anders vermerkt, stammen die Kompositionen von Mike Reed und Greg Ward.

## Rezeption
Nach Ansicht von Troy Collins, der das Album in All About Jazz mit vier Sternen auszeichnete, verleiht Reeds Hintergrund als Festivalveranstalter und stellvertretender Vorsitzender der AACM diesem Konzertmitschnitt eine umfassende Autorität. Seine einfallsreiche Wahl des Personals aus mehreren Generationen, um ein einzigartiges Programm mit in Vergessenheit geratenem Material durchzuführen, sei ein Paradebeispiel für seine organisatorischen Begabungen. „Stories and Negotiations ist eine lebendige Feier der Jazzgeschichte und ein passender Abschluss von Reeds Erkundung der fruchtbaren Nachkriegsjahre in Chicago.“
Ebenfalls in All About Jazz schrieb Martin Longley, dieses dritte Album von Mike Reeds People, Places & Things nehme „seine Position als direkteste Manifestation des vereinbarten Zwecks der Combo ein“. Reeds Konzept, auf Vintage-Sounds über die Plattform einer modernen Band zu reagieren, sei nicht zu reproduzieren. Dies sei eines der schwungvollsten jungen Ensembles der Moderne, unterstützt von drei alten Meistern. Es sei ein einzigartiges Treffen von Generationen, resümiert der Autor, „das den Hörer dazu veranlasst, sich zu fragen, in welche überraschende neue Richtung die PP & T-Mission sie beim nächsten Mal führen wird.“